# ماكس هاغماير
ماكس هاغماير (بالألمانية: Max Hagmayr)‏ مواليد 16 نوفمبر 1956 في فيلز، هو لاعب كرة قدم نمساوي دولي سابق كان يلعب كمهاجم. اعتزل اللعب عام 1988. سبق له أن لعب في كأس العالم لكرة القدم مع منتخب بلاده. بدأ مسيرته الرياضية عام 1975.

## المسيرة الاحترافية

### أندية لعب لها
- نادي لينز
- نادي كارلسروه
- رابيد فيينا